# Yamaha Tricity
Lo Yamaha Tricity è uno scooter prodotto dalla casa motociclistica giapponese Yamaha Motor dal 2014. 
Presentato ad EICMA nel novembre 2013, il Tricity è uno scooter a tre ruote, che fa parte della famiglia LMW (Leaning Multi Wheel) come lo Yamaha Niken.

## Descrizione
Il Tricity è disponibile in tre versioni con motorizzazioni da 125, 155 e 300 cm³.
Il modello 125 è stato introdotto per la prima volta sul mercato thailandese nell'aprile 2014 e poi sul mercato giapponese nel settembre 2014. Il veicolo è stato reso disponibile anche in altri paesi asiatici insieme all'Australia e alla Nuova Zelanda ed è stato introdotto sul mercato europeo nel 2015. Nel 2016/2017 è stato rinnovato, con introduzione del motore BlueCore 155cc a fasatura variabile e dell'impianto frenante ABS (a tre canali) oltre a fanaleria LED.
In Francia è stato venduto anche a marchio MBK fino al 2018 come MBK Tryptik.
Un'ulteriore gamma completamente diversa (che rimane affiancata alla versione più piccola, tuttora in vendita), è stata introdotta nel 2019, con motorizzazione da 300 cm³ e sistema di blocco del pendolamento ai semafori, con un nuovo motore da 28 CV e telaio derivato dal XMax.